# ロバート・ポーター・アレン
ロバート・ポーター・アレン（Robert Porter Allen, 1905年4月24日、ペンシルベニア州サウスウィリアムズポート - 1963年6月28日）は、アメリカの鳥類学者および環境保護論者。彼は1940年代と1950年代にアメリカシロヅル（Grus Americana）の保護活動で世界的な注目を集めた。アレンは、ベニヘラサギを絶滅から救うのを助けた。全米オーデュボン協会の要請に応えて、彼はフロリダ州タヴェルニエに移り、1938年にフロリダ湾のボトルキーにテントを設置して、巣を作っているヘラサギを間近で観察できるようにした。彼の観察は、人間の捕食からのヘラサギの保護につながった。

## 保全活動
アレンはアメリカシロヅル（Grus americana）、ベニヘラサギ（Platalea ajaja）、およびフラミンゴ（Phoenicopterus ruber）を保存するために、世界中の大規模な保全活動を主導した初期のフィールド生物学の先駆者だった。アレンは幼い頃にジュニアオーデュボンクラブに参加し、この時から鳥へ熱中し始めた。彼は短期間鳥類学を研究するためにラファイエット大学に通ったが、すぐに興味を失った。彼はオーデュボンで司書の仕事を確保し、すぐにこれまでに任命された最年少のオーデュボン保護区の管理者の一人になった。アレンは、絶滅の危機に瀕している個体群を回復するための非常に具体的なアプローチを持っており、成功には広範な協力が必要であると感じた。アレンは、相互作用の前に、最初に鳥に関する広範なフィールド調査と文書化を行った。その後、彼は自分の研究を出版して販売し、理解しやすいように多くのイラストや写真を含めた。アレンはまた、絶滅危惧種の野鳥を捕獲し、生息地の回復のための意識を高め、資金を調達するために地元で展示した。アレンは絶滅危惧種を保護するための法律を求めて戦った。彼は3種すべての鳥に気づきをもたらし、繁殖地を保護し、隔離するのを助け、生息地の回復のために富裕層と連邦政府から資金を生み出すのを助けた。アレンと他の人々は、移動する鳥を彼らの営巣地に導くために超軽量飛行機を飛ばしさえした。
アレンは1946年にアメリカシロヅルについて取り組み始めた。彼は個体数が減少する原因を知りたかった。彼は、他の鳥のように大量のプルームハンティングを行った後、アメリカシロヅルが戻ってこないことに気づいた。彼はテキサスのアランサス保護区でアメリカシロヅルの研究を始めた。彼は野生のアメリカシロヅルの詳細な写真を撮り、描いた。彼はアメリカシロヅルの営巣習慣を研究し、記録した。彼はまた、鳥が食べるさまざまな海洋生物や植物を研究し、写真を撮った。彼は、アメリカシロヅルが冬の間にアランサス保護区に移動することを発見したが、これは生存可能な食料源と温暖な気候のためである。アレンのフィールドワークはすべて、アメリカシロヅルの繁殖に理想的な条件を学ぶことを目的として行われた。彼は、飼育下のアメリカシロヅルについてこれらの条件を再現し、その知識を使用して残りのアメリカシロヅルが生き残るのを助けることを望んでいた。アメリカシロヅルは、初期のアメリカ人と彼らの狩猟習慣によってほとんど絶滅に追いやられた鳥だった。アレンは、フラミンゴとは異なり、アメリカシロヅルが少数で繁殖し、長生きできることを発見した。これにより、保護地域に大規模なグループが設立されると、保護活動がはるかに容易になった。
その後、アレンはカリブ海で3年間のフィールドワークを開始し、彼の研究はベニイロフラミンゴ（Phoenicopterus ruber）の全範囲に焦点を当てた。彼はフラミンゴ保護協会で働いていた。
組織はフラミンゴを研究し、フラミンゴへの一般の関心を刺激し、財団への寄付を生み出すために、フラミンゴをニュープロビデンス島に持ち込んだ。アレンは、フラミンゴが大規模なコミュニティでよりよく仕事し、機能することを発見した。この証拠は、フラミンゴが進化のスケールで低く、それらの繁殖慣行が複雑で、鳥を混乱させる可能性があることを証明している。アレンが最初にフラミンゴの群れを追跡し始めたとき、平均的な群れの大きさは24羽だった。アレンは、他の鳥とは異なり、フラミンゴが交尾の儀式を成功させるには30羽以上の個体が必要であることを発見した。フラミンゴの元の数は1600年で約95,000羽であったと信じるのは合理的である。1955年にアレンは個体数の合計を21,500羽と推定し、元の数より80パーセント少なくなった。アレンは、どんなに小さなことでもフラミンゴの繁殖サイクルを混乱させる可能性があることを発見した。銃声、頭上を飛ぶ飛行機、ハリケーン、洪水、堰き止め、水域の堤防はすべて、個体数を減少させた。サンルカル島では、多くの人がフラミンゴから卵を盗んで食料として食べた。これにより、フラミンゴのコロニーの成長が最大30年間妨げられる可能性がある。アレンの研究によると、毎年誕生するフラミンゴの数は、死亡する数と同じである。
アレンは、米国政府が個体数の少なさを無視していると感じたため、ベニヘラサギに興味を持った。アレンは、ベニヘラサギの連邦資金を確保したいと考えており、フロリダ湾をエバーグレーズ国立公園に含めることを望んでいた。ベニヘラサギは、狩猟が多かったため、1865年から1890年まで見られなかった。彼らは絶滅の危機に瀕していた。アレンがベニヘラサギの研究を始めたとき、米国には営巣地が8か所しかなかった。アレンは、絶滅危惧種の鳥に関する公教育が個体数を完全に回復するための基本であると信じていた。
アレンは、羽の狩猟がベニヘラサギ、フラミンゴ、アメリカシロヅルの個体数を枯渇させたことを発見した。アレンは、過剰な狩猟はこれらの鳥の全体的な個体数を減らすだけでなく、まったく新しい多くのものに対して脆弱にしたと推論した。個体数が減少すると、鳥は特定の捕食者から身を守ることも、適切に繁殖することもできなくなる。
アレンはアメリカシロヅルの個体数を増やすことに大きな成功を収めた。アレンが1941年に仕事を始めたときの人口は15羽で、2010年の個体数は約500羽です。アレンは、アメリカシロヅルの最後の営巣地を探して8年間を過ごしたときに、全国的な人気とニュース報道を獲得した。アレンは、過剰開発と結論付けた。アメリカシロヅル、ベニヘラサギ、フラミンゴの数が少ない主な原因は、生息地の喪失と無秩序な狩猟であった。アレンは、教育プログラムを通じてアメリカ人の野生生物に対する考え方を変えた。 1973年、彼の努力は最終的に絶滅危惧種法の成立につながった。